# Salaspils (novads)
Salaspils (łot.: Salaspils novads) – jeden z łotewskich novadsów, funkcjonujący od 2009.
W skład novadsu wchodzą: 
- miasto: Salaspils
- pagasts: Salaspils

## Historia
Novads powstało na terenach należących przed 2009 do rejonu Ryga.
Podczas reformy administracyjnej w 2021 terytorium novadsu nie uległo zmianie. Początkowo w skład novadsu planowano włączyć również pagasts Skulte, jednak w związku z wyrokiem Sądu Konstytucyjnego został on włączony w skład novadsu Limbaži.